# Vampyren
För andra betydelser, se Vampyr (olika betydelser).
Vampyren är en svensk kort dramafilm från 1913 i regi av Mauritz Stiller. 

## Handling
En löjtnant förälskar sig i en kvinna som lurar honom på pengar och tvingar honom att förfalska en växel. Han mördar fordringsägaren och tvingas fly utomlands. Några år senare får han jobb som scenarbetare och träffar då sin kvinna, hon vill dock inte veta av honom. Han gör ett misslyckat mordförsök på henne, hon blir skrämd men återvänder efter några dagar. När han skadas efter ett fall finns hon vid hans sida när han vaknar upp igen och paret blir därefter oskiljbara.

## Om filmen
Filmen premiärvisades 14 februari 1913 vid Verdensspeilet i Kristiania i Norge, med svensk premiär på biograferna Röda Kvarn och Fenix i Stockholm 17 februari 1913. Inspelningen av filmen skedde vid Svenska Biografteaterns ateljé på Lidingö av Julius Jaenzon. I filmen gjorde Victor Sjöström sin debut som filmskådespelare och den var samtidigt den andra filmen som Stiller regisserade.

## Rollista (i urval)
- Victor Sjöström – Roberts, löjtnant
- Anna Norrie – Hans mor
- Lili Bech – Theresa
- Nils Elffors – Löjtnantens kalfaktor, Theresas bror
- Agda Helin – Theresas kammarjungfru